# Pedro Gerardo Beltrán Espantoso
Pedro Gerardo Beltrán Espantoso (Lima, 1897 - Lima, 1979) – peruwiański polityk konserwatywny i przedsiębiorca prasowy, właściciel i wydawca wpływowego dziennika "La Prensa" w latach 1934-1974, potem ambasador w Waszyngtonie (1944-1945) oraz premier i minister finansów Peru (1959-1961), który ustabilizował gospodarkę peruwiańską. W 1962 kandydował na prezydenta.
Absolwent London School of Economics.